# مانی طوطی
مانی طوطی (زاده ۱۹۹۷), یک طوطی طوق‌صورتی مالزییایست که بزرگ شده سنگاپور است. او از سال ۲۰۰۵ کمک‌کار صاحب‌اش مونیاپن بوده. مونیاپن مغازه‌ای دارد که در آن به شکل ساده‌شده‌ای فال ورق می‌گیرد. مانی زمانی که تمامی بازی‌های یک‌چهارم نهایی جام جهانی ۲۰۱۰ را درست پیش‌بینی کرد نخست در سنگاپور و سپس در جهان مشهور شد. اگر چه مانی نتوانست بازی فینال آن جام، اسپانیا – هلند را درست پیش‌بینی کند و هلند را پیش‌بینی کرد.
پیش از جام جهانی مانی و صاحب‌اش تنها ده مشتری در روز داشتند، اما پس از پیشگویی‌های مانی هر ساعت ده مشتری داشند.

## نتایج
| Date          | Tournament     | Stage         | Match    | Match | Match   | Prediction | Results   | Outcome |
| ------------- | -------------- | ------------- | -------- | ----- | ------- | ---------- | --------- | ------- |
| ۲ ژوئیه ۲۰۱۰  | جام جهانی ۲۰۱۰ | یک‌چهارم نهایی | هلند     | v     | برزیل   | هلند       | ۲–۱       | درست    |
| ۲ ژوئیه ۲۰۱۰  | جام جهانی ۲۰۱۰ | یک‌چهارم نهایی | اروگوئه  | v     | غنا     | اروگوئه    | 4-2 (PSO) | درست    |
| ۳ ژوئیه ۲۰۱۰  | جام جهانی ۲۰۱۰ | یک‌چهارم نهایی | آرژانتین | v     | آلمان   | آلمان      | ۰–۴       | درست    |
| ۳ ژوئیه ۲۰۱۰  | جام جهانی ۲۰۱۰ | یک‌چهارم نهایی | پاراگوئه | v     | اسپانیا | اسپانیا    | ۰–۱       | درست    |
| ۶ ژوئیه ۲۰۱۰  | جام جهانی ۲۰۱۰ | نیمه‌نهایی     | اروگوئه  | v     | هلند    | اروگوئه    | ۲–۳       | نادرست  |
| ۷ ژوئیه ۲۰۱۰  | جام جهانی ۲۰۱۰ | نیمه‌نهایی     | آلمان    | v     | اسپانیا | اسپانیا    | ۰–۱       | درست    |
| ۱۱ ژوئیه ۲۰۱۰ | جام جهانی ۲۰۱۰ | فینال         | هلند     | v     | اسپانیا | هلند       | ۰–۱       | نادرست  |